# PhotoCreator
PhotoCreator（フォトクリエーター）は、オリンパスが2004年に発売したPhotoShop同様の写真編集ソフトウェアである。
Pixia開発者の丸岡勇夫が開発をおこなった。
CAPA（学研）2004年12月号p.128に開発者インタビューが掲載されている。
また、デジタルカメラマガジン（インプレス）2004年12月号に開発者インタビューが掲載されている。

## 概要・特徴
デジタルカメラユーザーに特化したユーザーインターフェースを持ち、暗室といった通常のソフトウェアでは見られない言葉も用いることによって、旧来からのカメラユーザーを意識した設計がおこなわれている。

2006年、マイアルバム株式会社に権利譲渡され、現在は、同社が販売、新OS対応などのバージョンアップをおこなっている。
2006年から2010年現在、カスタマイズ版を含め、ワコムのタブレットにバンドルされている。
また、機能を限定したPhotoCreatorSEも存在する。（現在配布終了）